# Ariston

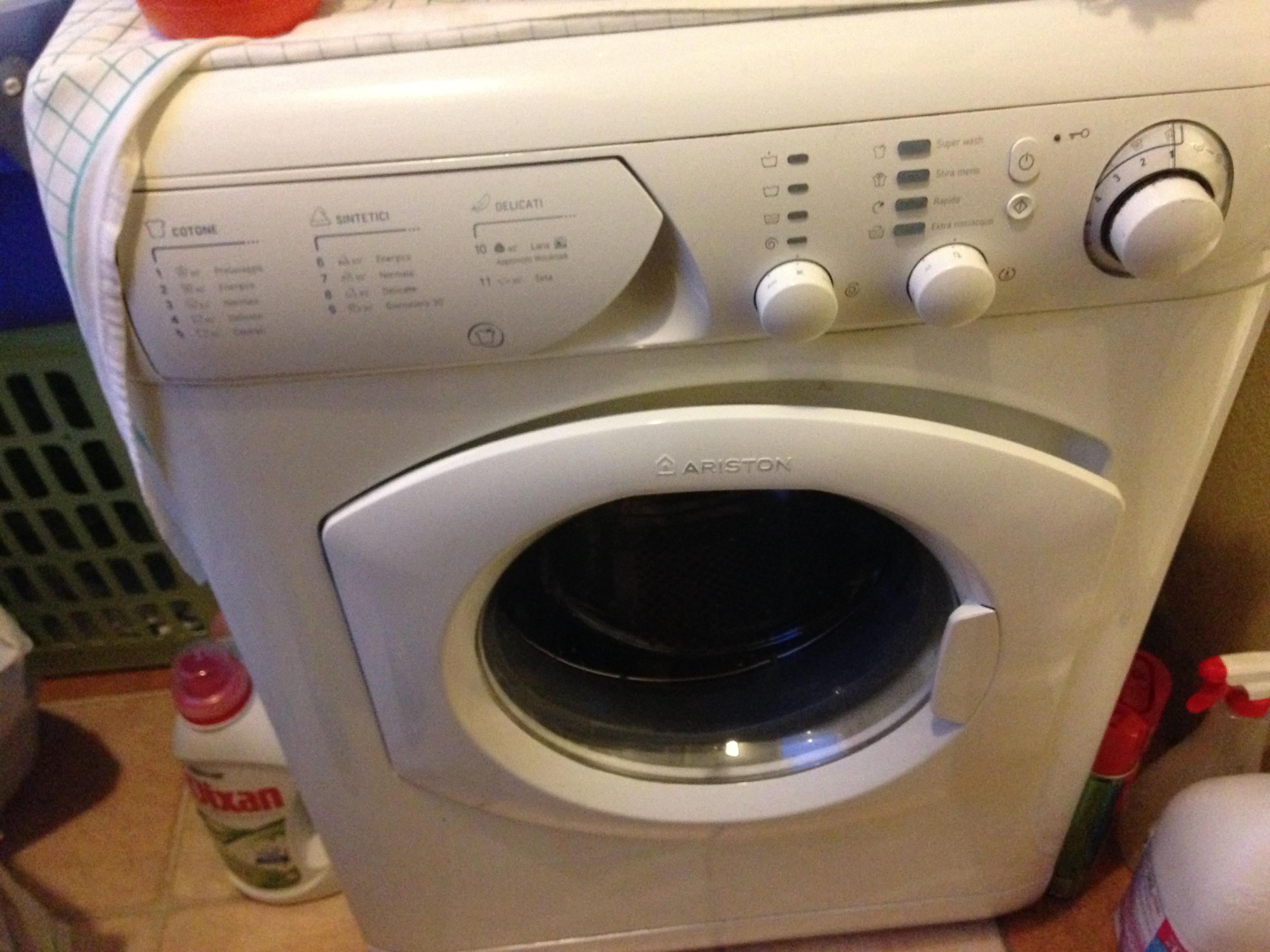
Pralka marki Ariston

Ariston Thermo S.p.A (zapis stylizowany: ARISTON) – włoskie przedsiębiorstwo produkujące kotły gazowe i różnego rodzaju podgrzewacze pod marką Ariston (do 2007 urządzenia AGD), założone w 1960 roku.
W sezonach od 1981/1982 do 1988/1989 była głównym sponsorem klubu sportowego Juventus F.C.